# Kiriłł Ładygin
Kiriłł Siergiejewicz Ładygin (ros. Кирилл Сергеевич Ладыгин, ur. 17 grudnia 1978 roku w Jekaterynburgu) – rosyjski kierowca wyścigowy.

## Kariera
Ładygin rozpoczął karierę w międzynarodowych wyścigach samochodowych w 2002 roku od startów w Formule Russia. Z dorobkiem 34 punktów uplasował się na czternastej pozycji w końcowej klasyfikacji kierowców. W późniejszych latach Rosjanin pojawiał się także w stawce Rosyjskiej Formuły 1600, Lada Revolution Cup Russia, World Touring Car Championship, Lada Granta Cup, European Production Series, International GT Open, 24 Hours of Barcelona, FIA GT3 European Championship, Spanish GT Championship, Blancpain Endurance Series, European Le Mans Series, Winter Series by GT Sport oraz FIA World Endurance Championship.

## Wyniki w 24h Le Mans
| Rok  | Zespół     | Partnerzy                          | Samochód         | Klasa | Okr. | Poz. | Klasa Pos. |
| ---- | ---------- | ---------------------------------- | ---------------- | ----- | ---- | ---- | ---------- |
| 2014 | SMP Racing | Nicolas Minassian Maurizio Mediani | Oreca 03R-Nissan | LMP2  | 9    | NU   | NU         |